# Округ Осејџ (Мисури)
Округ Осејџ (енгл. Osage County) је округ у америчкој савезној држави Мисури.

## Демографија
По попису из 2010. године број становника је 13.878, што је 816 (6,2%) становника више него 2000. године.
| Група             | 2000.          | 2010.          |
| Белци             | 12.828 (98,2%) | 13.654 (98,4%) |
| Афроамериканци    | 21 (0,2%)      | 28 (0,2%)      |
| Азијати           | 10 (0,1%)      | 14 (0,1%)      |
| Хиспаноамериканци | 77 (0,6%)      | 84 (0,6%)      |
| Укупно            | 13.062         | 13.878         |